# درینوف (ناحیه کلادنو)
درینوف (به چکی: Dřínov) یک منطقهٔ مسکونی در جمهوری چک است که در شهرستان کلادنو واقع شده‌است. درینوف ۶٫۵۳ کیلومتر مربع مساحت و ۳۳۲ نفر جمعیت دارد و ۲۷۰ متر بالاتر از سطح دریا واقع شده‌است.